# Belagerung von Straßburg
Weißenburg – Spichern – Wörth – Colombey – Straßburg – Toul – Mars-la-Tour – Gravelotte – Metz – Beaumont – Noisseville – Sedan – Sceaux – Chevilly – Bellevue – Artenay – Châtillon – Châteaudun – Le Bourget – Coulmiers – Amiens – Beaune-la-Rolande – Villepion – Loigny und Poupry – Orléans – Villiers – Beaugency – Nuits – Hallue – Bapaume – Villersexel – Le Mans – Lisaine – Saint-Quentin – Buzenval – Paris – Belfort
Die Belagerung von Straßburg war eine Episode des Deutsch-Französischen Krieges 1870/71. Sie resultierte in der Kapitulation der französischen Festung am 28. September 1870.

## Hintergrund
Nach der Schlacht bei Wörth befahl Kronprinz Friedrich von Preußen dem preußischen General August von Werder nach Süden gegen Straßburg vorzurücken. Zu dieser Zeit wurde Straßburg (neben der Festung Metz) als stärkste französische Festung bzw. als eine der am stärksten verteidigten Städte eingeschätzt. Der Angriff auf die Festung, die mit ihrer Lage und der relativ schwachen Besatzung kein Hindernis für die deutschen Operationen weiter nördlich darstellte, geschah hauptsächlich aus der Erwägung, den deutschen Besitzanspruch auf die alte Reichsstadt zu bekräftigen und etwaige Unruhen in der Region im Keim zu ersticken.

### Die Belagerer
Werders Streitmacht bestand zu Beginn aus 40.000 Soldaten aus Württemberg und Baden (später stießen noch 10.000 Mann, vornehmlich Pioniere und Artillerie hinzu), welche auf der anderen Seite des Rheins genau gegenüber von Straßburg standen. Sie gehörten zur badischen Division (Gustav von Beyer), zu welcher auch die badische Kavallerie-Brigade (Freiherr von La Roche-Starkenfels) mit drei Dragoner-Regimentern gehörte. Später stießen noch die Garde-Landwehr-Division (Leopold von Loën) und die erste Landwehr-Division (Udo von Tresckow) hinzu, dieser wurden noch zwei Infanterie- und ein Dragonerregiment sowie drei Reservebatterien zugeteilt.
Am 20. August übernahm an Stelle des erkrankten Generals von Beyer der Generalleutnant Freiherr von La Roche das Kommando über die Belagerung und die badische Division, als Chef des Stabes fungierte Oberstleutnant Paul von Leszczynski.

### Die Belagerten
Die Festung stand unter dem Kommando des 68-jährigen Generals Jean-Jacques Uhrich, der gleichzeitig Gouverneur der Stadt und Befehlshaber der lokalen Territorialverteidigung war. Die Besatzung der Festung zählte zunächst nur etwa 7000 Mann, ihre Stärke wuchs mit dem Eintreffen von Versprengten aus der Schlacht bei Wörth und Aushebungen später bis auf etwa 23.000, von denen jedoch ein erheblicher Teil nur geringe Kampfkraft besaß. Die Verteidiger hatten zunächst nicht ernsthaft mit einem Angriff gerechnet und waren schlecht vorbereitet, so wurde die Flutung der Gräben und des südlichen Vorfeldes erst bei Eintreffen der ersten deutschen Truppen begonnen. Die aus etwa 800 Geschützen bestehende Festungsartillerie war größtenteils veraltet und den neueren deutschen Geschützen nicht gewachsen. Auch die Festungswerke selbst waren trotz ihrer Stärke überholt, denn Straßburg verfügte im Gegensatz zu moderneren Festungen wie Metz oder Paris nicht über detachierte Forts, welche etwaige Angreifer auf Distanz hielten, so dass die Deutschen die Stadt direkt angreifen konnten.

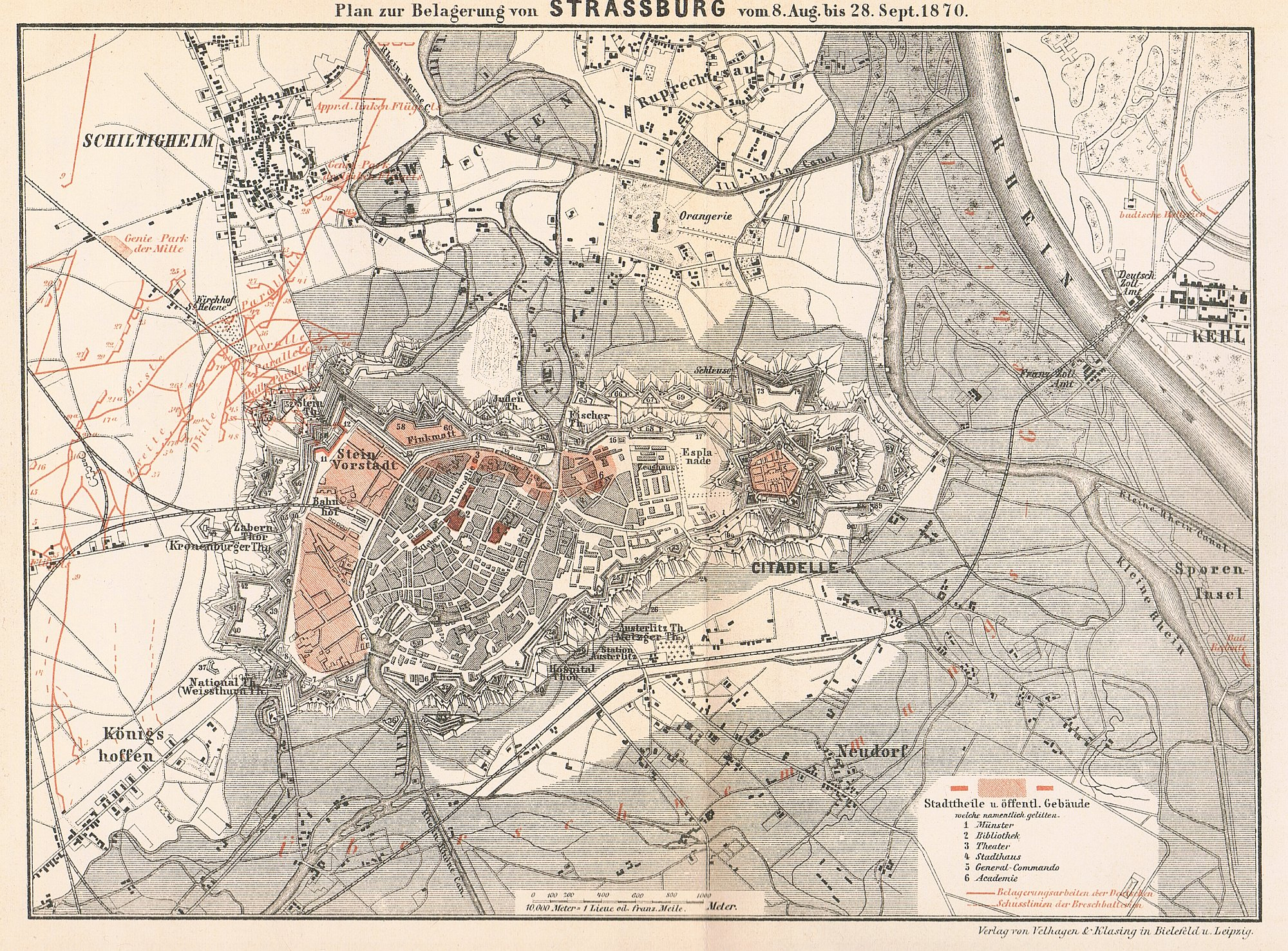
Plan der Belagerungsoperationen

## Bombardement zu Beginn

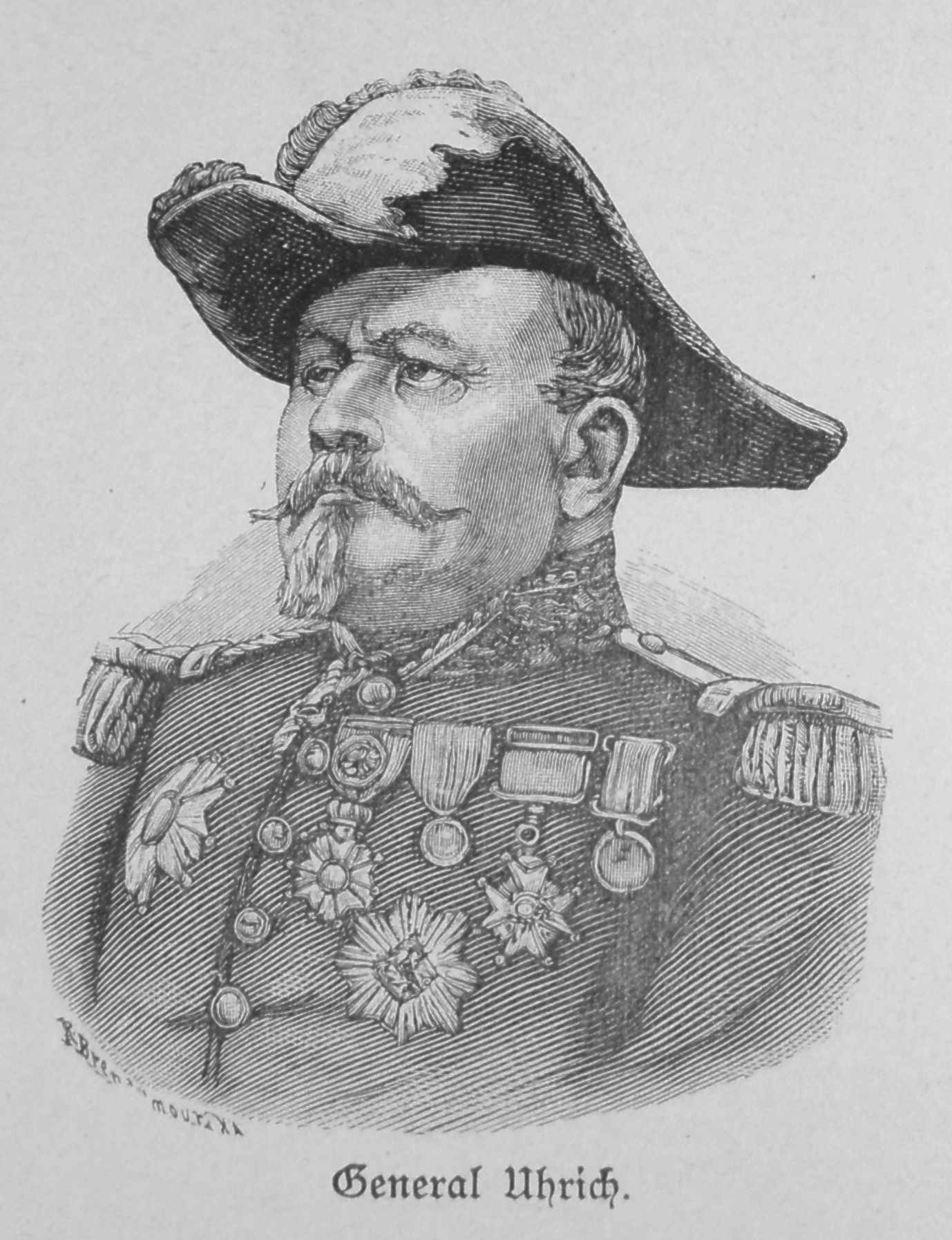
General Jean-Jacques Uhrich

Bereits am 12. August erreichten die ersten Truppenteile die Umgebung Straßburgs und schnitten die Stadt von der Außenwelt ab, die Eisenbahn- und Telegrafenverbindungen wurden gekappt. Die Verteidiger hatten sich in die Festung zurückgezogen. Am 15. August übernahm General von Werder das Kommando über die Belagerungstruppen. Werder kannte die Vorteile, die eine rasche Einnahme der Stadt mit sich brachte, und wollte eine lange Belagerung vermeiden. Stattdessen entschied er sich dafür, die Stadt selbst zu bombardieren, um die Verteidiger zur Aufgabe zu drängen.
Am 23. August eröffneten die Geschütze Werders das Feuer auf die Stadt und verursachten starke Schäden, auch an historischen Wahrzeichen wie dem Straßburger Münster. Der Bischof von Straßburg bat Werder vergeblich um eine Einstellung des Feuers, und die Zivilbevölkerung schlug vor, Werder jeden Tag 100.000 Franc zu bezahlen, an dem er die Stadt nicht bombardierte. Uhrich allerdings ergab sich nicht, und bald wurde Werder klar, dass ein fortgesetztes Bombardement zu viel Munition verbrauchen und schwerste Schäden in der Stadt anrichten würde, die man erobern und nicht zerstören wollte.

## Förmliche Belagerung
Statt eines Bombardements entschied sich Werder nun für eine regelrechte Belagerung. Batterien und Laufgräben wurden angelegt, und die Deutschen arbeiteten sich methodisch an den Hauptwall heran und nahmen dabei ein Werk nach dem anderen ein. Die deutsche Belagerungsartillerie, die neben schweren Mörsern Hinterladergeschütze mit gezogenem Lauf verwendete, demontierte die Festungswerke mit bisher ungekannter Geschwindigkeit. Der Angriff richtete sich gegen die nordwestlichen Stadtteile um das Steintor (Porte de Pierre) und die Bastionen 11 und 12 mit ihren Vorwerken, den Lünetten 52, 53 und 54 sowie dem Ravelin 50. Die Arbeiten kamen zeitweise durch einsetzendes Regenwetter nur langsam voran. Obwohl der Beschuss der deutschen Batterien sich nun gegen die Festungswerke richtete, wurden die in der Nähe der angegriffenen Werke gelegenen Stadtteile dennoch stark in Mitleidenschaft gezogen, und viele Häuser wurden beschädigt oder zerstört. Die Franzosen beschränkten sich auf passive Verteidigung und vereinzelte schwache Ausfälle, viele Werke und Verteidigungseinrichtungen konnten aufgrund der mangelnden Stärke der Besatzung nicht bemannt oder benutzt werden. So wurde z. B. das ausgedehnte Minensystem um die Festung aus Mangel an ausgebildeten Mineuren nicht benutzt und konnte von den Angreifern ohne Widerstand besetzt werden. Neben dem Angriff auf die Steintorvorstadt wurde auch die zum Rhein hin gelegene Zitadelle von der anderen Flussseite her von badischen Batterien beschossen und dabei erheblich beschädigt, ein regelrechter Angriff fand jedoch nicht statt.

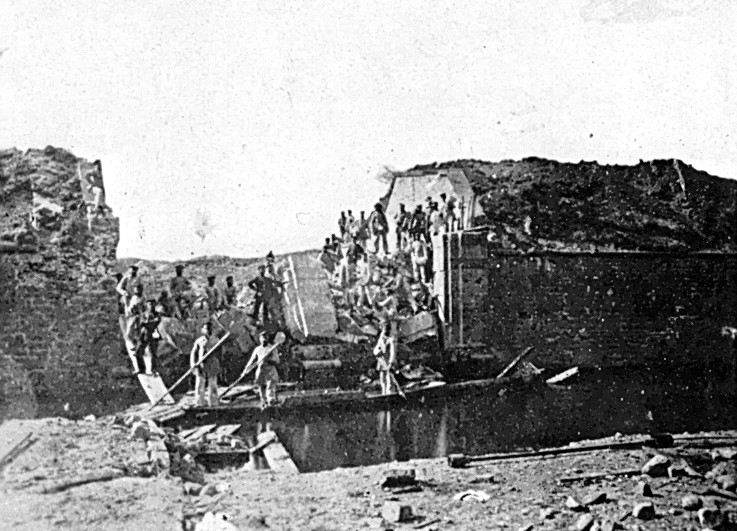
Bresche am Steintor - Porte de Pierre

Am 11. September traf eine Schweizer Delegation ein, um Kinder, Frauen, Alte und Kranke zu evakuieren. Diese Delegation brachte auch die Nachricht von der französischen Niederlage in der Schlacht bei Sedan in die Stadt, was die Hoffnung auf Entsatz zerschlug. Daraufhin wurde auch in Straßburg die Republik ausgerufen. Am 19. September drängten die in der Stadt verbliebenen Zivilisten General Uhrich, Straßburg den Deutschen zu übergeben. Dieser weigerte sich, da er noch immer daran glaubte, dass eine erfolgreiche Verteidigung möglich sei. Am selben Tag gelang den Angreifern jedoch die Einnahme der Lünetten 52 und 53, was dazu führte, dass der französische Kommandant seine Verteidigungsmöglichkeiten erneut überdachte. Die folgende Woche brachte rasche Fortschritte für die Belagerer, die sich nun zügig bis zum Hauptwall vorarbeiteten. Bis zum 26. September hatten die Deutschen in die Wälle der Bastionen 11 und 12 gangbare Breschen gelegt, wodurch ein Sturmangriff auf die Stadt selbst möglich wurde. Am 27. September trat Uhrich schließlich in Kapitulationsverhandlungen ein, da sich die Festung nicht länger halten ließ und der General blutige Straßenkämpfe vermeiden wollte. Am folgenden Tag ergab sich Straßburg, und am 30. September hielt General von Werder seinen Einzug in die Stadt. Neuer Stadtkommandant wurde General von Mertens.

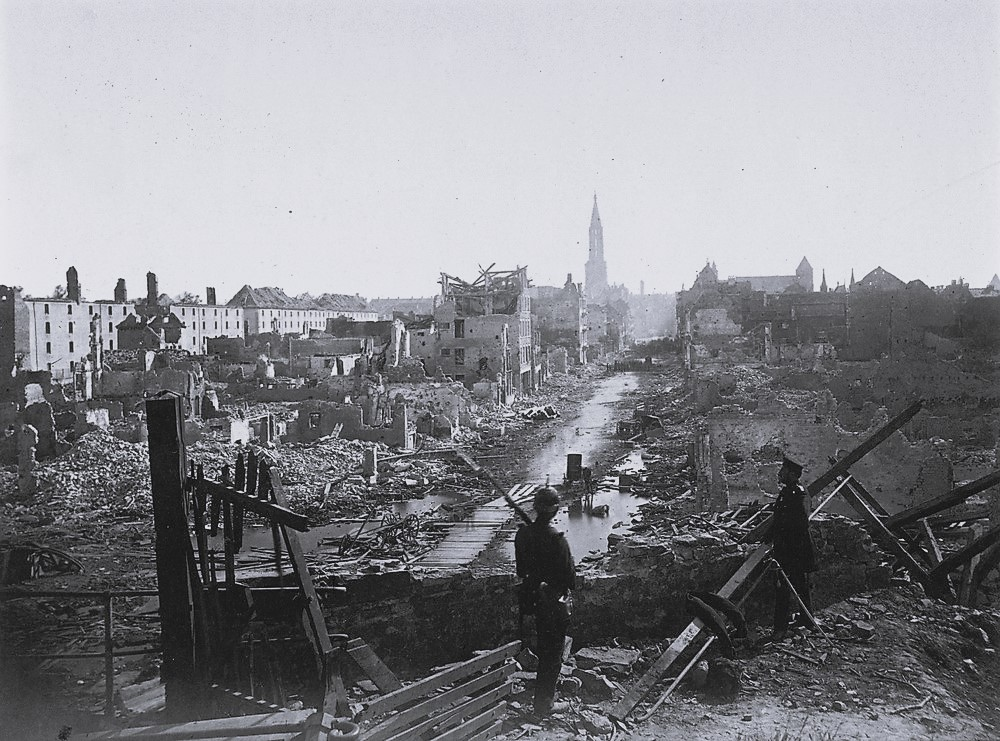
Zerstörungen in der Steinstraße (Fotografie von Paul Sinner)

Während der Belagerung wurden das Museum der Schönen Künste durch einen Brand am 24. August 1870 und die Stadtbibliothek mit ihrer einzigartigen Sammlung mittelalterlicher Manuskripte (am bekanntesten der Hortus Deliciarum), seltener Bücher aus der Zeit der Renaissance und römischer Artefakte vernichtet. Weitere 500 Häuser wurden vollständig zerstört. Am Straßburger Münster wurde der Dachstuhl beschädigt und eines der kunstvollen Fenster zerstört.

## Nachwirkungen
Der Fall von Straßburg setzte die in der Belagerung gebundenen Kräfte Werders wieder frei, brachte das Elsass fest in die Hand der deutschen Truppen und ermöglichte weitere Operationen im östlichen Frankreich. Aus den vor Straßburg eingesetzten Truppen wurde das XIV. Armeekorps neu gebildet, das ab dem 3. November 1870 die Belagerung von Belfort begann.

## Gedenken
Das Denkmal für die Gefallenen der Belagerung von Straßburg 1870 in Straßburg ist in der Form eines Grabes gehalten und besteht aus weißem Vogesensandstein. Der Entwurf stammt vom Stadtbauinspektor Roederer. Einweihung war 1874. In Basel am Centralbahnplatz steht das 1895 von Frédéric Auguste Bartholdi geschaffene Strassburger Denkmal. Es erinnert an die Schweizer Unterstützung der Bevölkerung von Straßburg während der Belagerung.

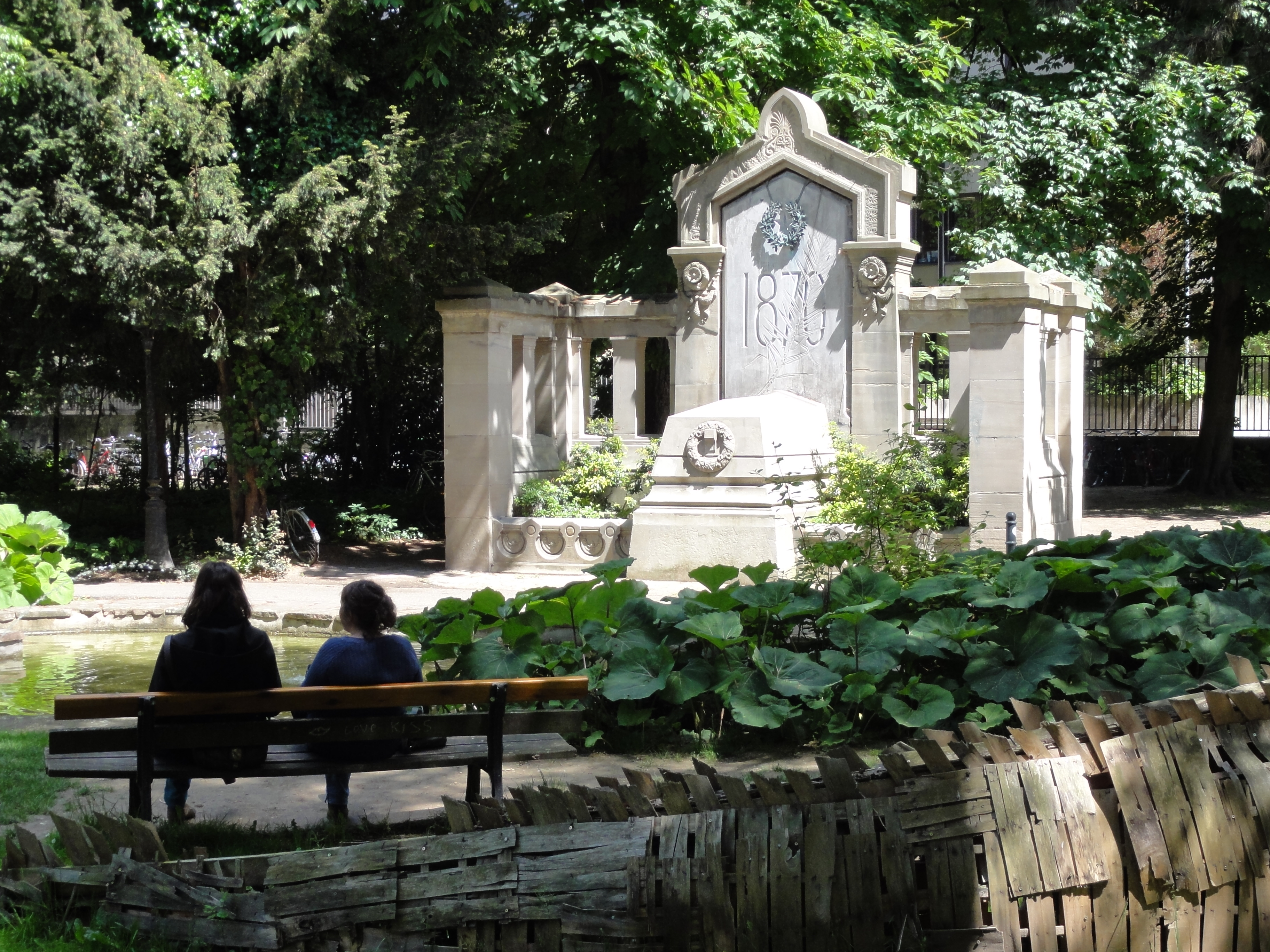
Denkmal in Straßburg
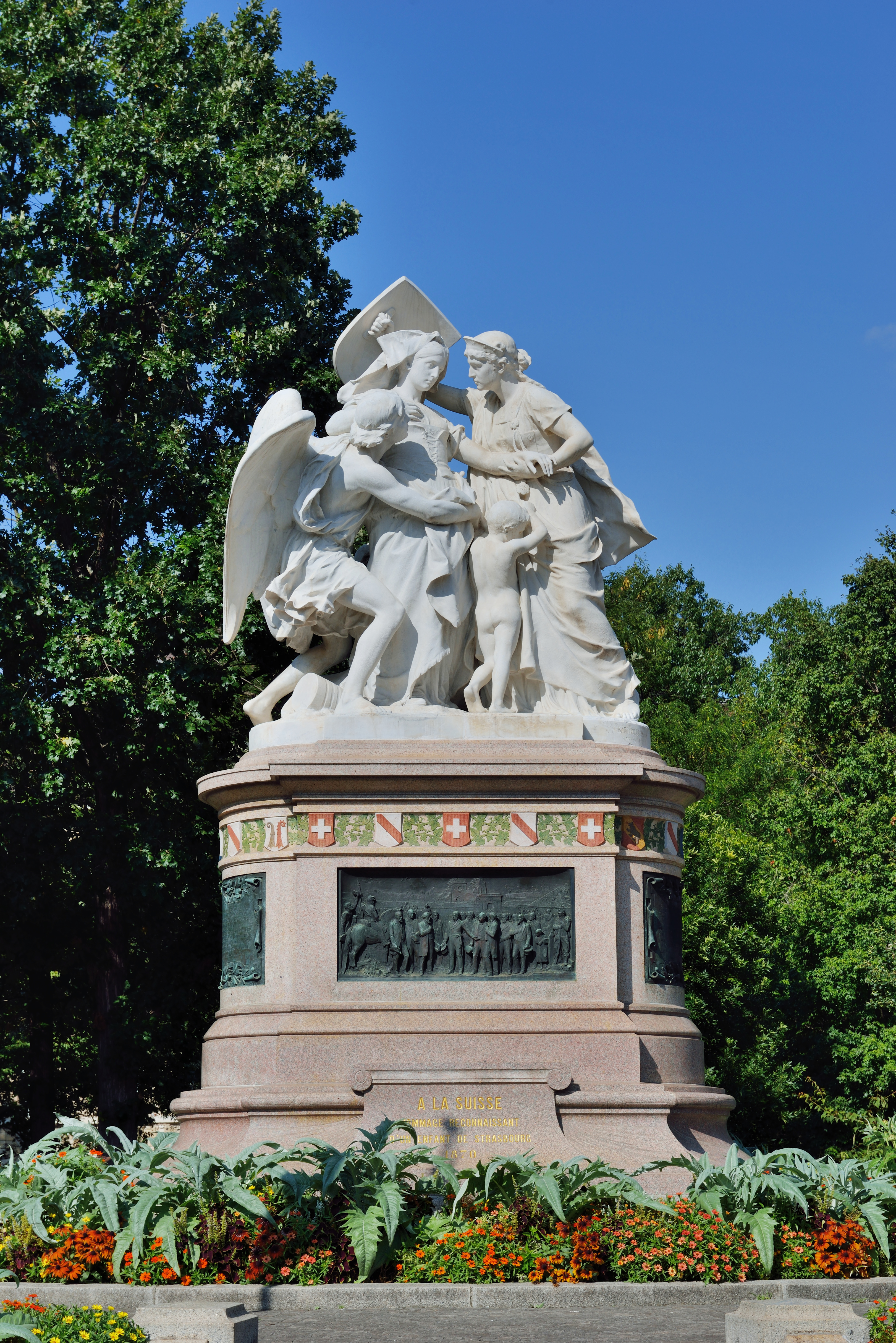
Denkmal in Basel